# Liste der Bodendenkmäler in Marsberg
Die Liste der Bodendenkmäler in Marsberg enthält die denkmalgeschützten unterirdischen baulichen Anlagen, Reste oberirdischer baulicher Anlagen, Zeugnisse tierischen und pflanzlichen Lebens und paläontologischen Reste auf dem Gebiet der Stadt Marsberg im Hochsauerlandkreis in Nordrhein-Westfalen (Stand: August 2020). Diese Bodendenkmäler sind in Teil B der Denkmalliste der Stadt Marsberg eingetragen; Grundlage für die Aufnahme ist das Denkmalschutzgesetz Nordrhein-Westfalen (DSchG NRW).
| Bild | Bezeichnung                                                     | Lage                | Beschreibung | Bauzeit | Eingetragen seit | Denkmal- nummer |
| ---- | --------------------------------------------------------------- | ------------------- | --- | ------- | ---------------- | --------------- |
|      | Schwedenschanze auf dem Kittenberg                              | Canstein            | Die Burganlage gehört in das 14. Jahrhundert. Sie charakterisiert die Auseinandersetzung zwischen Köln und Waldeck in dieser Zeit, die mit der Herausbildung der Territorialgrenze im Zusammenhang stehen. Ihr kommt daher Bedeutung zu. Für eine Erhaltung sprechen wissenschaftliche Gründe. |         | 16.02.1990       | 1               |
| BW   | Alte Burg Padberg                                               | Padberg Karte       | Die seit Mitte des 11. Jahrhunderts überlieferte Burg Padberg ist für die Geschichte der Herrschaft Padberg und damit für die Bevölkerung von großer Bedeutung gewesen. Besonders im 14. und 15. Jahrhundert wird dieses in den Auseinandersetzungen zwischen Mainz, Hessen und Köln deutlich. |         | 16.02.1990       | 2               |
| BW   | Neues Haus Padberg                                              | Padberg Karte       | Das Neue Haus Padberg entstand durch eine Teilung der Herrschaft Padberg zu Beginn des 14. Jahrhunderts. Beide Häuser, das Neue und das Alte Haus Padberg, wurden 1537 wieder vereinigt, doch scheint das Neue Haus wenig später bereits verfallen gewesen zu sein. |         | 16.02.1990       | 3               |
|      | Hügel an der Rhene                                              | Padberg             | Rundlicher, etwa 2 Meter hoher Hügel an der Westseite der Rhene. Der zur Rhene hin vorhandene Aufschluss lässt Mauerwerk erkennen. Auf Grund von vergleichender Überlegungen wird man von einem technischen Bodendenkmal (Reste einer Mühle oder eines Eisenhammers) sprechen können. |         | 16.02.1990       | 4               |
|      | Höhle am Höhling                                                | Obermarsberg        | Umfangreiche Funde belegen die Nutzung der Höhle vom Paläolithikum (Ältere Steinzeit) an. Sie ist damit für die Siedlungsgeschichte der sonst fundarmen Gegend von großer Bedeutung. Für die Erhaltung sprechen wissenschaftliche Gründe. |         | 16.02.1990       | 5               |
|      | Drakenhöhle                                                     | Obermarsberg        | Die Drakenhöhle steht im Zusammenhang mit dem mittelalterlichen Bergbau um Marsberg, der für die Entwicklung der Stadt von großer Bedeutung gewesen ist. |         | 16.02.1990       | 6               |
|      | Grabhügel                                                       | Canstein            | Nördlich von Canstein im lichten Hochwald liegender Grabhügel. Der große Durchmesser und die Höhe sind noch gut zu erkennen. Es handelt sich bei der Anlage von Grabhügeln um einen Bestattungsbrauch, der in erster Linie in dem jüngeren Abschnitt der Jungsteinzeit (Neolithikum) und der älteren Bronzezeit (ca. 3000–1500 v. Chr. Geb.), im geringeren Umfang auch in jüngeren Perioden (Übergang Bronze- zur Eisenzeit und Merowingerzeit) betrieben wurde.                                                                   |         | 16.02.1990       | 7               |
|      | Grabhügel                                                       | Heddinghausen       | Nördlich von Heddinghausen im lichten Hochwald liegender Grabhügel. Noch gut im Gelände zu erkennen. Es handelt sich bei der Anlage von Grabhügeln um einen Bestattungsbrauch, der in erster Linie in dem jüngeren Abschnitt der Jungsteinzeit (Neolithikum) und der älteren Bronzezeit (ca. 3000–1500 v. Chr. Geb.), im geringeren Umfang auch in jüngeren Perioden (Übergang Bronze- zur Eisenzeit und Merowingerzeit) betrieben wurde.                                                                                           |         | 16.02.1990       | 8               |
| BW   | Freiflächen der ehemaligen sächsischen und fränkischen Eresburg | Obermarsberg Karte  | Die Eresburg, neben der Hohensyburg die einzige namentlich genannte Burg in den Sachsenkriegen, ist für die Geschichte der Christianisierung Sachsen von überörtlicher Bedeutung gewesen. Auch in den folgenden Jahrhunderten ist der Platz in der territorialgeschichtlichen Entwicklung wegen seiner strategischen Lage für die Geschichte des Menschen von Bedeutung gewesen. |         | 20.03.1991       | 9               |
| BW   | Standort der Pfarrkirche St. Hubertus und des Friedhofs         | Heddinghausen Karte | Die Kirche und der Friedhof sind für die Geschichte des Ortes, aber auch für die Landschaft von Bedeutung gewesen. Sie wird zuerst 1250 genannt. Auffallend ist der große Einfluss, den die Besitzer der 1120 erstmals erwähnten Burg Canstein in Heddinghausen gehabt haben. |         | 27.11.1992       | 10              |
|      | Hohlweg                                                         | Erlinghausen        | Der Hohlweg ist ein Relikt einer älteren Straße, die zeitlich vor dem Beginn des Kunststraßenbaues Ende des 18. Jahrhunderts liegen. Entstanden sind sie durch Bodenerosion in dauernd befahrenen Fahrspuren. Hohlwege dokumentieren die Verkehrsgeschichte des hohen und späten Mittelalters. |         | 27.11.1992       | 11              |
|      | Wüstung Twiste „Villa Twesine“                                  | Niedermarsberg      | Bei dem ortsfesten Bodendenkmal handelt es sich um den Standort einer mittelalterlichen Siedlung. Die ehemalige Ortsstelle der mittelalterlichen Siedlung befindet sich auf der hochwasserfreien Hauptterrasse unmittelbar oberhalb der Flussaue der Diemel. Der Ort Twiste wird erstmals 1043 urkundlich genannt. |         | 20.04.2000       | 12              |
| BW   | Kloster Bredelar                                                | Bredelar Karte      | Das Kloster wurde 1170 als Prämonstratenserinnenniederlassung von Erzbischof Philipp von Kön gestiftet und mit Gütern ausgestattet. Die Klosteranlage schloss sich im Süden an die Kirche an und bildete mit ihr ein Gebäudeviereck, dessen Bauentwicklung nur ansatzweise aus den überlieferten Nachrichten deutlich wird. Das Kloster stellt als ortsfestes Bodendenkmal für die historische Forschung eine wichtige archäologische Quelle dar.                                                                                   |         | 25.02.2004       | 14              |
| BW   | Wüstung Dorpede                                                 | Westheim Karte      | Der Ort Dorpede wurde erstmals im 11. Jahrhundert als villa Durpethe erwähnt. Eine dichte Konzentration von Fundmaterial weist auf einen dörflichen Siedlungsbereich auf einer Terrassenkante oberhalb der Diemelaue am Rande eines Schwemmschuttfächers hin, und zwar im Bereich einer Quelle, die sich nördlich der heutigen Bahnlinie befand. Die Wüstung dokumentiert die im frühen Mittelalter einsetzende Besiedlung des mittleren Diemelraumes sowie die ländlichen Lebensverhältnisse in einem mittelalterlichen Kirchdorf. |         | 26.02.2004       | 15              |